# Lumière pâle sur les collines (film)
Cet article concerne le film. Pour le roman original, voir Lumière pâle sur les collines.
Pour plus de détails, voir Fiche technique et Distribution.
Lumière pâle sur les collines (遠い山なみの光, Toi yamanami no hikari) est un film dramatique nippo-britannique écrit et réalisé par Kei Ishikawa, sorti en 2025.
Il s'agit d'une adaptation du roman Lumière pâle sur les collines écrit en 1982 par Kazuo Ishiguro.
Il est présenté en avant-première mondiale au Festival de Cannes 2025 dans la section Un certain regard le 15 mai 2025.

## Synopsis
Les souvenirs d'une veuve s'effilochent entre le Japon des années 1950 et l'Angleterre des années 1980.

## Fiche technique
- Titre français : Lumière pâle sur les collines[1],[2]
- Titre original japonais : 遠い山なみの光, Toi yamanami no hikari[3],[4]
- Titre original anglais : A Pale View of Hills[5]
- Réalisation : Kei Ishikawa
- Scénario : Kei Ishikawa, d'après Lumière pâle sur les collines de Kazuo Ishiguro
- Photographie : Piotr Niemyjski
- Montage : Kei Ishikawa
- Musique : Paweł Mykietyn
- Décors : Hiroyuki Wagatsuma
- Production : Hiroyuki Ishiguro
- Sociétés de production : Bun Buku, Number 9 Films[5]
- Société de distribution : Metropolitan (France)[6]
- Format : couleurs - Son Dolby Digital
- Pays de production :  Japon -  Royaume-Uni
- Langue originale : anglais britannique, japonais
- Genre : drame
- Durée : 87 minutes
- Dates de sortie : 
  - France : mai 2025 (Festival de Cannes 2025) ; 15 octobre 2025 (sortie nationale)[6]
  - Japon : 5 septembre 2025

## Distribution
- Suzu Hirose : Etsuko dans les années 1950
- Fumi Nikaidō : Sachiko
- Yō Yoshida : Etsuko dans les années 1980
- Camilla Aiko : Niki
- Kōhei Matsushita : Jiro
- Tomokazu Miura : Ogata

## Production
En août 2024, Suzu Hirose rejoint la distribution du film, que Kei Ishikawa réalise à partir d'un scénario qu'il a écrit, inspiré du roman éponyme de Kazuo Ishiguro, et dont Ishiguro est le producteur délégué .
Le tournage débute en août 2024, et la post-production était en cours en janvier 2025,.